# Гертруда Меранская
Гертруда Меранская (венг. Merániai Gertrúd, нем. Gertrud von Andechs-Meran; 24 сентября 1185 — 28 сентября 1213) — королева Венгрии (1205—1213 годы), жена короля Андраша II.

## Биография

### Происхождение
Гертруда родилась в семье Бертольда IV, графа Андекского и герцога Меранского, и Агнессы Рохлицкой из рода Веттин. Старшей сестрой Гертруды была Агнесса Меранская, жена французского короля Филиппа II. Младшей сестрой была Ядвига Силезская, жена князя Силезии и Великого князя Польского Генриха I Бородатого, причисленная к лику святых католической церковью. Брат Гертруды, Оттон, стал преемником своего отца на троне герцогства Мерании.
Агнесса Рохлицкая, мать Гертруды, происходила из рода Веттинов. Она приходилась внучкой маркграфу Конраду Мейсенскому и прапраправнучкой герцогу Швабии Фридриху I и его жене Агнес Германской. В свою очередь, Агнес Германская была дочерью Генриха IV, короля Германии и императора Священной Римской империи, и Берты Савойской. По отцовской линии дедушкой Гертруды был Бертольд I, маркграф Истрии и граф Андекса (там он правил под именем Бертольд III), а бабушкой была Ядвига фон Виттельсбах, потомком которой был венгерский король Бела I.

### Брак с Андрашем II
Бертольд IV и Агнесса выдавали своих дочерей замуж за знатных правителей, что могло стать гарантией наличия верных союзников Бертольду. Гертруда вышла замуж за Андраша II, князя из рода Арпад, младшего сына венгерского короля Белы III. Свадьба состоялась около 1203 года. Андраш после женитьбы оправдал ожидания своего тестя и присоединился к нему в борьбе против Филиппа Швабского, которого, в свою очередь, поддержал ненавистного Андрашу его старшего брата Имре.
В браке Гертруды и Андраша II родилось пятеро детей:
- Анна-Мария (1204—1237), жена болгарского царя Ивана Асеня II.
- Бела (1206 — 3 мая 1270), будущий король Венгрии Бела IV.
- Елизавета (1207 — 10 ноября 1231), жена ландграфа Тюрингии Людвига IV, причислена к лику святых[4].
- Коломан (1208 — июнь 1241), князь галицкий.
- Андраш (1210—1234), князь галицкий.

### Правление Гертруды

#### Война мужа Андраша и деверя Имре
Амбициозная Гертруда очень сильно влияла на своего мужа. Считается, что она вынудила Андраша развязать очередную войну против своего брата Имре, — хотя, когда тот пришёл добровольно сдаться своему брату, Андраш почему-то сбежал. Потом Имре арестовал Андраша, — но тот умудрился вскоре вырваться на свободу. Всё это время Гертруда находилась вне Венгрии, рядом со своим отцом.
Только после кончины Имре положение вещей для Гертруды улучшилось. Тогда уже король Андраш II стал официально регентом своего племянника (сына Имре) Ласло. Через год Ласло III умер изгнанником в Вене.

#### Фавориты королевы
С XI века в летописях Венгрии «благороднейшими» могли называться король Венгрии и его семья, и Гертруда оказалась в числе тех, кому и было присвоено это почётное звание. Влияние королевы на Андраша и его покровительство иностранцам вызывало бешенство у венгерских магнатов. Пока король Андраш был в походе, Гертруда стала раздавать венгерские земли своим фаворитам. Согласно средневековым хроникам, Гертруда успела раздать около трети земель страны. В связи с чем, Венгрия фактически не развивалась экономически. По причине отсутствия мужа в стране, Гертруда была королевой-регентом de facto и, как писал Дитрих фон Апольда, разбиралась с проблемами «как подобает мужчине».
В 1206 году младший брат Гертруды Бертольд был даже назначен архиепископом Калошским, а в 1211 году стал воеводой Трансильванским. Венгерские историки расценивают в целом правление Гертруды как негативное, поскольку засилье иностранцев в стране вызывало значительные недовольства.

### Заговор и гибель
Пока Андраш II воевал в Галицко-Волынском княжестве, венгерская знать решила избавиться от королевы. Во главе заговора встал Петер Тёре (Töre Peter). Вскоре же к заговору примкнул и Банк Бар-Калан (Bár-Kalán Bánk), знаменитый Бан Банк. Согласно венгерской легенде, брат Гертруды — Оттон — изнасиловал жену Банка, Мелинду. А когда Банк потребовал наказать преступника, королева стала на защиту брата…
28 сентября 1213 Гертруда отправилась на охоту вместе с братом Бертольдом и гостем, герцогом австрийским Леопольдом VI. В горах Пилиш Гертруда попала в засаду, устроенную заговорщиками, и была зверски убита, а Бертольд и Леопольд чудом сумели выжить и бежать. Тело королевы было растерзано на куски.
Андраш II, воевавший в то время в Галиции, узнав о гибели любимой жены, посчитал виновными в убийстве недовольных крестьян и организовал резню в стране, однако истинных виновников убийства Андраш так и не сумел найти. Его сын Бела IV сумел найти убийц и отомстить за гибель матери.

## Память
Похоронена Гертруда была в цистерцианском Пилишском монастыре, надгробие было украшено в стиле французской готики. В годы турецкого владычества монастырь был разграблен, а могила затерялась. Только с 1967 по 1980 годы группа учёных сумела найти могилу королевы и подтвердить то, что жена Андраша II была похоронена именно там.
В 1861 году композитором Ференцем Эркелем была написана опера «Бан Банк» (венг. Bánk bán) о трагедии Банка Бар-Калана, гибели Гертруды и мести короля за её убийство.